# ロシア連邦道路M9
ロシア連邦道路 M9（ロシアれんぽうどうろ M9、ロシア語: Федеральная автомобильная дорога М-9 «Ба́лтия»）または連邦道路バルトは、ロシア連邦のモスクワとラトビア共和国の国境を結ぶロシア連邦道路である。モスクワ州、トヴェリ州、プスコフ州を経由する。総距離は610km。E22号線の一部であり、ラトビアのA21号線に接続する。

## 路線状況

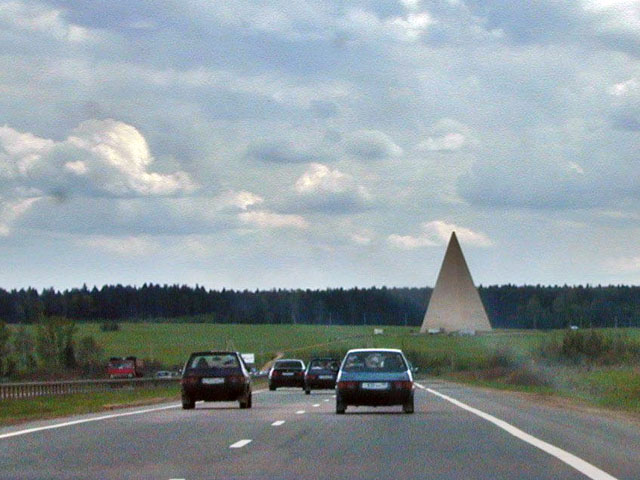
38km地点

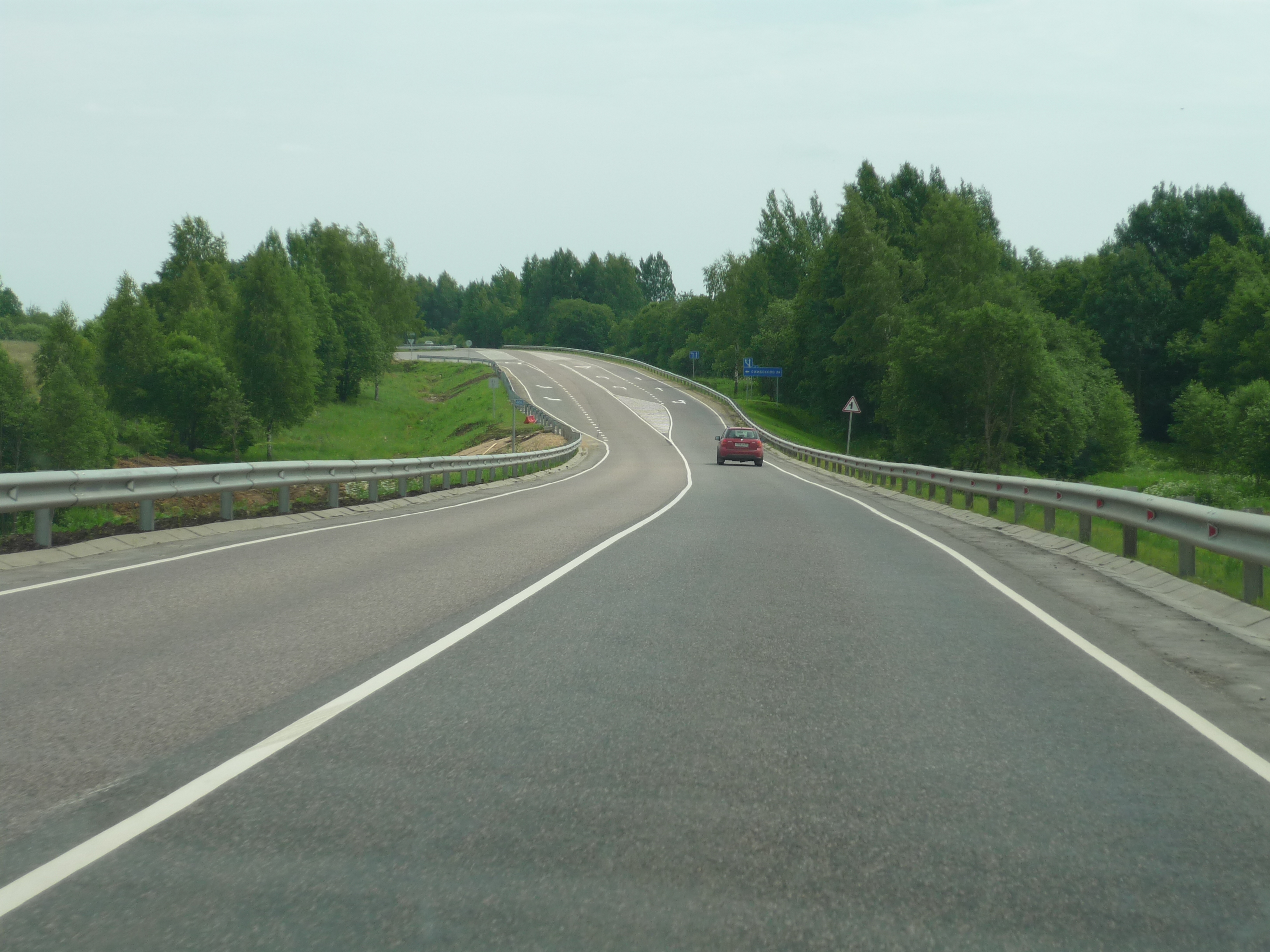
2009年6月のルジェフトヴェリ地域

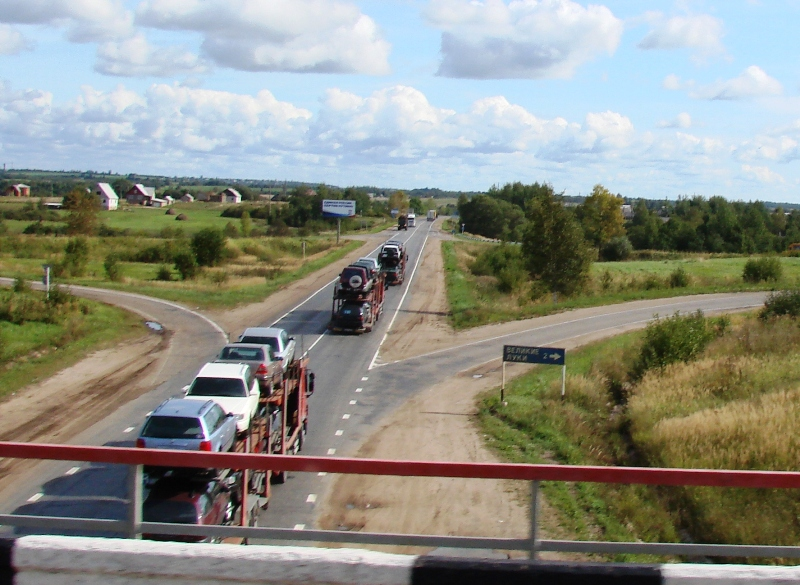
ヴェリーキエ・ルーキ

ほぼ全線アスファルトで舗装されており、全線を通して気温は、夏18℃冬-10℃程度である。モスクワ環状道路に始まり、北西に向かう。クラスノゴルスク、ヴォロコラムスクを通ってトヴェリ州に入り、ズブツォフ、ルジェフを経由する。そしてプスコフ州のヴェリーキエ・ルーキ、ノヴォソコリニキを経てラトビア共和国に至る。モスクワ付近では、この道路沿いは21世紀のはじめからコテージやダーチャの用地として人気であり、地価は2004年から2007年にかけて数倍に跳ね上がった。また、その持ち主たちの要望を受けて3つものインターチェンジが新設された。1990年に連邦道路となる前はヴォロコラムスクまでの道路であり、2007年12月まではモスクワの中心部へは接続していなかった。
2011年11月から40ヶ月の予定で大規模な補修工事が行われ、モスクワに近いところを4車線化するなどして、2014年11月に完了した。トヴェリ州とプスコフ州では2009年から2010年、2011年から2012年に工事が行われ、一部の区間で路肩を舗装し橋を修復したが、2013年の時点でまだおよそ100㎞にわたって未舗装の区間が残っている。